# 박홍정 선무원종공신녹권
박홍정 선무원종공신녹권(朴弘貞 宣武原從功臣錄券)은 창원대학교에 있는, 조선 선조 38년(1605) 4월 16일에 임진왜란 때 공을 세운 공신인 수문장 박홍정(守門將 朴弘貞)에게 내린 녹권이다. 2018년 6월 21일 경상남도의 문화재자료 제644호로 지정되었다.
본 녹권은 임진왜란 이후 사회상을 이해하고, 지역 인물의 활약상을 재조명할 수 있는 자료이며 보존 상태가 양호하고, 학술적 가치가 있어 조선시대와 지역의 역사를 이해할 수 있는 그 가치가 있는 자료이다.